# جروم جردن
جروم جردن (انگلیسی: Jerome Jordan؛ زادهٔ ۲۹ سپتامبر ۱۹۸۶) بازیکن بسکتبال اهل جامائیکا است.

## حرفه
از باشگاه‌هایی که در آن بازی کرده‌است می‌توان به باشگاه بسکتبال برئوگان، باشگاه بسکتبال رئال بتیس، نیویورک نیکس، باشگاه بسکتبال نانجینگ کینگز، باشگاه بسکتبال یوونتوت بادالونا، باشگاه بسکتبال آندورا، و بروکلین نتس اشاره کرد.
وی در مسابقات کشوری و بین‌المللی در مجموع برندهٔ ۱ مدال طلا شده‌است.